# Francisco Ruiz-Tagle
Francisco Antonio Ruiz-Tagle Portales (Santiago, 1790-ibíd., 23 de marzo de 1860) fue un político chileno, que alcanzó la presidencia de Chile de manera provisoria en 1830.

## Datos biográficos
Fue hijo de Manuel Ruiz de Tagle y Torquemada y de Rosario Portales y Larraín. Era primo de Diego Portales. Participó de los avatares de la independencia, siendo elegido diputado por Los Andes en el Primer Congreso Nacional en 1811,  posteriormente entre 1812 y 1814 senador, y ministro de hacienda en el gobierno de Francisco Antonio Pinto.
Participante además en las juntas de diversas constituciones y reglamentos, perteneciente al bando patriota durante la Independencia de Chile, Ruiz-Tagle se une al bando Pelucón, siendo uno de los más influyentes en el bando.
Se casó con su prima Rosario Larraín Rojas, teniendo nueve hijos.

## Gobierno
Francisco Ruiz-Tagle asume provisoriamente como Presidente de Chile, el 18 de febrero de 1830 junto con José Tomás Ovalle quien es elegido vicepresidente.
Ruiz-Tagle figuraba como presidente desde el primer gobierno de Ovalle, sin embargo, debía asumir en febrero. Durante su gobierno los pelucones y los pipiolos siguen enfrentándose en la guerra civil de 1829-1830, su bando encabezado por el general José Joaquín Prieto no está conforme con el presidente y Ruiz-Tagle se niega a obedecerle, la situación política se agrava y el primo de Ruiz-Tagle, Diego Portales le recomienda renunciar para que asuma el poder José Tomás Ovalle, más dócil a las peticiones peluconas.

### Gabinete ministerial
Finalmente el 31 de marzo de 1830 Ruiz-Tagle agobiado en la situación crítica del país y enfermo renuncia definitivamente, el puesto de Presidente en confirmado por el congreso y recae en el vicepresidente electo José Tomás Ovalle.

## Vida posterior
Ruiz-Tagle se aleja temporalmente de la política, sin embargo el 8 de marzo de 1831 su sucesor enferma y pide licencia, falleciendo el 21 de marzo de ese año. El gobierno en manos de Fernando Errázuriz Aldunate llama a elecciones, presentándose Ruiz-Tagle a éstas, las elecciones para reemplazar al presidente muerto se realizan, y Ruiz-Tagle saca la tercera mayoría nada desperciable, sin embargo ni siquiera puede acceder al cargo de vicepresidente de Chile.
Años más tarde integra el Consejo de Estado, se retira de la política y fallece en buenas condiciones económicas, el 23 de marzo de 1860

## Liceo Ruiz Tagle
El señor Francisco Ruiz Tagle y Portales, quien fue presidente del país, por un breve período (en el año 1830), dejó establecido en su testamento que la Iglesia construyera una escuela de primeras letras.
En el año 1902, se estableció que la escuela que existía en la Estación Central, cumpliría con esa obligación testamentaria. Se llamaba Nuestra Señora de la Esperanza. En el año 1912, se trasladó a su actual ubicación, en la calle Federico Scotto, bajo la Dirección de los Hermanos de las Escuelas Cristianas. 
Posteriormente, en 1932, se cambió su denominación por Escuela Superior Francisco Javier Ruiz Tagle, en memoria del nieto del fundador. 
En 1938, las hermanas del Amor Misericordioso tuvieron la Dirección de la escuela, por un año.
En 1940, llegaron los Hermanos Catequistas del Santísimo Sacramento, quienes se encargaron de la Escuela hasta el año 1944.
Desde esa fecha, se hizo cargo del colegio el padre José Luis Troncoso, hasta la llegada de los Hermanos del Sagrado Corazón, en el año 1945, dándole el nombre de Liceo Ruiz Tagle, de los Hermanos del Sagrado Corazón, mientras estos religiosos estuvieron a cargo de este tradicional establecimiento, el colegio mantuvo una gran mística y una destacada tarea encontrándose el colegio entre los mejores puntajes del país tanto en la medición Simce y la PAA posterior PSU 
Estos religiosos venían de Canadá, a petición del Cardenal José María Caro Rodríguez. 
Los Hermanos estuvieron a cargo del Colegio hasta fines del año 2006, fecha en que asumió la Fundación Educacional Liceo Ruiz Tagle.
En el año 2008 se nombra su primer Director laico.
En el año 2018 se cambia de sede a la calle Veteranos del 79 para comenzar a funcionar en 2019.

### Rol en la sociedad
El Liceo Ruiz Tagle es un Colegio particular subvencionado, con sistema de Financiamiento Compartido. Atiende a alumnos de Kínder a 4° año medio (dos cursos por nivel) en régimen de Jornada Escolar Completa. Pertenece al Arzobispado de Santiago, quien ha nombrado a la Fundación Educacional Liceo Ruiz Tagle para que se encargue de la tuición religiosa,  administrativa, pedagógica y financiera del Liceo.
Está ubicado en calle Federico Scotto 0127, en la comuna de Estación Central, de la Región Metropolitana. La representante legal del Liceo es la señora Lorens Duarte, su actual Rectora. El establecimiento ha sido declarado Cooperador de la Función Educacional del Estado por Decreto N.º 10.248, del 13 de octubre de 1852. Complementado por la Resolución Exenta N.º 2.278, del 12 de junio de 1978. El Rol Base de Datos (RBD) del Liceo es el N.º 8634-7. Su construcción está dividida en varios sectores.
En el sector sur poniente, existe un edificio nuevo, compuesto por 15 salas de clases, comedor, multisala, laboratorio de ciencias, oficina de Inspectoría, Portería y Recepción. En el sector oriente hay un edificio de construcción más antigua, en buen estado de conservación. Tiene 9 salas de clases, sala de profesores, oficina del Subdirector, del Psicólogo y el Capellán. También en ese sector, adyacente al edificio, hay una casa de construcción antigua, que acoge a la Dirección, Jefatura Técnica, Contabilidad, Gerencia, Atención de Padres y Cocina. En el sector norte, se ubican los baños y duchas de los alumnos, Escenario, Bodegas, Biblioteca, Sala de multicopiado y una sala de clases. El patio descubierto está constituido por dos multicanchas, una de ellas completamente techada. También existen espacios de patio techado de variadas dimensiones y ubicaciones. Finalmente, en el sector poniente, se ubica la Capilla y la Sacristía.
| Predecesor: Juan Egaña | Presidente del Senado de Chile 1813-1814 | Sucesor: José Antonio Errázuriz Madariaga |